# انهيار مترو مكسيكو سيتي 2021
وقع حدث انهيار مترو مكسيكو سيتي في الساعة 22:25 بتوقيت وسط أمريكا في 3 مايو 2021، عندما انهار قسم مرتفع على الخط 12 من مترو مكسيكو سيتي بين محطتي أوليفوس وتيزونكو في مكسيكو سيتي، المكسيك. تُوُفي ما لا يقل عن 23 شخصًا عندما سقط الجسر والقطار على الطريق أدناه. يرجع افتتاح الخط 12 إلى عام 2012، وهو أحدث خط في النظام.

## الخلفية

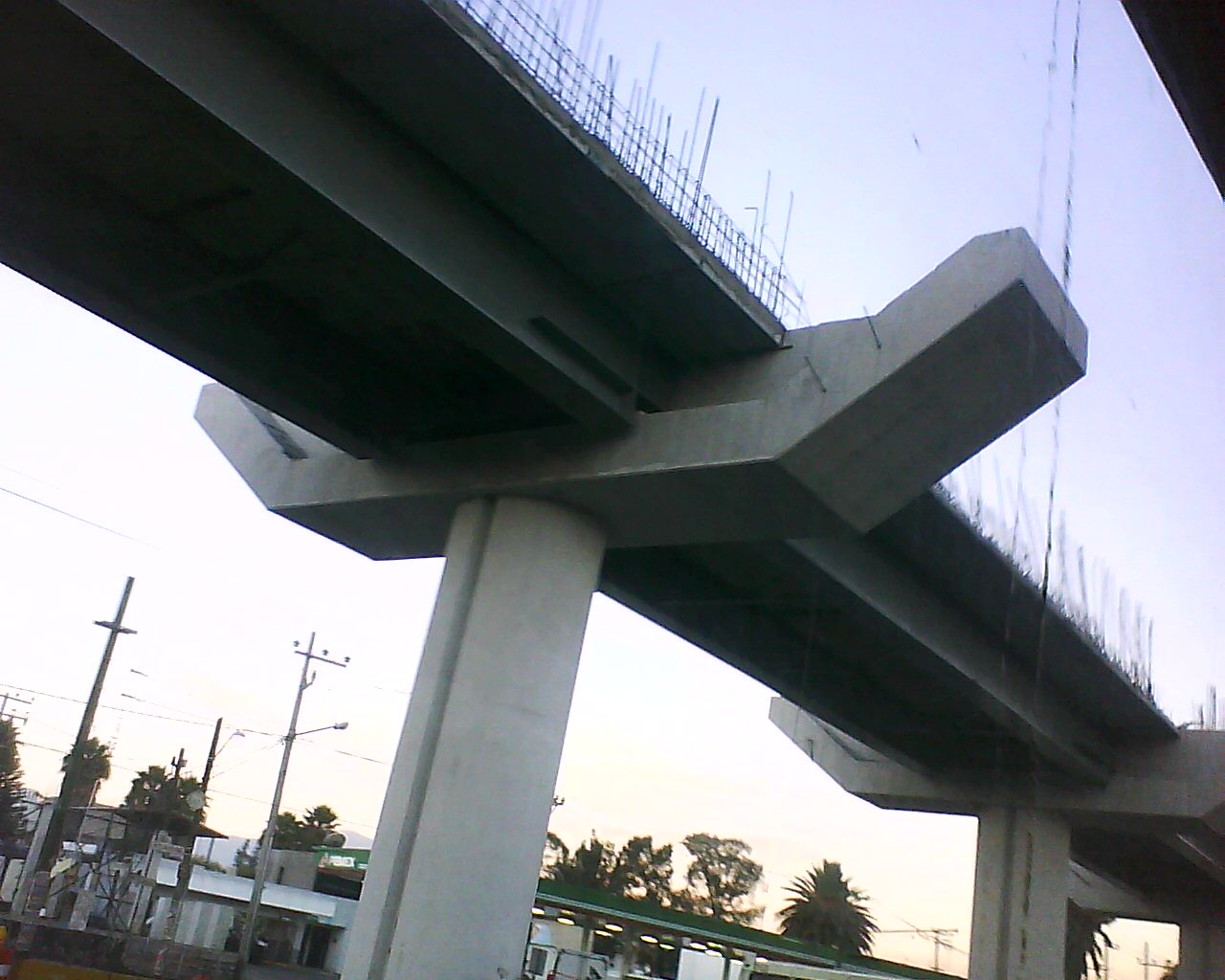
عوارض خرسانية بالقرب من محطة اوليفوس عام 2010. وقع الحادث بسبب انهيار عارضة مماثلة.

مترو مكسيكو سيتي (Sistema de Transporte Colectivo، أو STC) هو واحدة من أكثر خطوط النقل ازدحاما في العالم، حيث يحمل حوالي 4.5 مليون مسافر يوميا. افتتح المترو في عام 1969، وهو ثاني أكبر نظام مترو أنفاق في الأمريكتان بعد مترو أنفاق مدينة نيويورك. وبدأت تظهر علامات تداعي النظام في السنوات الأخيرة.
افتُتح أحدث خط في منظومة المترو، وهو الخط 12 (المعروف أيضًا باسم الخط الذهبي)، في أكتوبر 2012. واجهت الخط مشاكل منذ بداية الخدمة، حيث اضطرت القطارات في الأقسام المرتفعة إلى تقليل السرعة بسبب مخاوف الخروج عن المسار. بعد سبعة عشر شهرًا من افتتاحه، جرى إغلاق قسم Atlalilco - Tláhuac، حيث توجد محطتا Tezonco وOlivos، لمدة عشرين شهرًا لإصلاح الأعطال الفنية والهيكلية.
وبعد زلزال بويبلا 2017 دُمرت مسارات الخط 12، وجرى إغلاق محطة Olivos مؤقتًا، ولكن أعيد فتحها لاحقًا وعملت كمحطة طرفية مؤقتة لمدة شهر واحد. أفاد الجيران في عام 2017 أن هذا القسم به شقوق هيكلية مرئية يمكن أن تسبب انهيارًا في المستقبل، وقامت سلطات النقل بإصلاحات بعد هذه الشكاوى. جرى إصلاح عمود بين محطتي Olivos وNopalera أظهر تصدعات في قاعدته من قبل هيئة النقل بحلول يناير 2018.
نمت المخاوف بشأن نظام المترو بشكل عام. في يناير 2021، أدى حريق في المقر الرئيسي لمنظومة المترو إلى مقتل ضابط شرطة وإدخال 30 شخصًا إلى المستشفى. وظلت ستة خطوط مترو أنفاق غير متصلة بالإنترنت لأسابيع. في أبريل، جرى إغلاق أحد خطوط النظام الإثني عشر بعد حريق في المسار.

## الانهيار
في 3 مايو 2021 في تمام الساعة 22:25 بتوقيت وسط أمريكا في بلدة تلهواك، انهار قسم مرتفع من الخط 12 بين محطتي أوليفوس وتيزونكو، مما تسبب في سقوط عربات القطار. لقى ما لا يقل عن 23 شخصا مصرعهم وأصيب 70 آخرون، من بينهم 65 ضحية جرى نقلهم إلى المستشفى، من بينهم سبعة في حالة خطيرة. كان الجسر على ارتفاع حوالي 5 متر (16 قدم) فوق الأرض، ولكنه يمر فوق شريط فاصل أوسط، مما أدى إلى سقوط عدد أقل من الضحايا لسائقي السيارات على الطريق.
وقع الحادث عندما انهارت عارضة أثناء مرور القطار، مما أدى إلى سقوطها على السيارات تحتها.

## جهود الإنقاذ
حوصر شخص في سيارته بالقرب من القطار وجرى إنقاذه ولم يصب بأذى. أُرسلت رافعة لرفع عربات القطار بينما تعمل فرق البحث والإنقاذ للعثور على ناجين.

## ما بعد الكارثة
عُلقت الخدمة على الخط 12 بأكمله واستُعيض عنه بالحافلات. وطلبت هيئة المترو من السكان تجنب المنطقة.
وقالت كلوديا شينباوم عمدة مدينة مكسيكو سيتي إن مكتب المدعي العام سيعمل فقط على التحقيق في سبب الحادث. سيبقى الخط مغلقًا لإجراء مسح هيكلي.